# Osterspai
Osterspai är en Ortsgemeinde i Rhein-Lahn-Kreis i det tyska förbundslandet Rheinland-Pfalz. Osterspai, som är känt för Schloss Liebeneck, har cirka 1 300 invånare år 2012.
Kommunen ingår i kommunalförbundet Verbandsgemeinde Loreley tillsammans med ytterligare 21 kommuner.